# Van Veeteren
Van Veeteren is een Zweedse detective-serie uit 2005 naar de misdaadromans van Håkan Nesser. Het speelt zich af in de fictieve stad Maardam en omgeving in Nesserland, ergens in Noord-Europa. Het verhaal speelt zich af rond het rechercheteam van Maardam onder leiding van commissaris Münster en inspecteur Ewa Moreno, vaak bijgestaan door de gepensioneerde rechercheur Van Veeteren.

## Cast
| personage          | acteur           |
| ------------------ | ---------------- |
| Van Veeteren       | Sven Wollter     |
| Münster            | Thomas Hanzon    |
| Ewa Moreno         | Eva Rexed        |
| Jaan Blauvelt      | Björn Bengtsson  |
| Erich Van Veeteren | Josef Säterhagen |

## Afleveringen
De zes afleveringen van Van Veeteren zijn in het najaar van 2007 ook in Nederland uitgezonden, op Nederland 2 bij de KRO.
| aflevering | aflevering                   | datum             |
| ---------- | ---------------------------- | ----------------- |
| 1          | Borkmanns punkt              | 29 september 2007 |
| 2          | Münsters fall                | 6 oktober 2007    |
| 3          | Moreno och tystnaden         | 13 oktober 2007   |
| 4          | Svalan, katten, rosen, döden | 20 oktober 2007   |
| 5          | Carambole                    | 27 oktober 2007   |
| 6          | Fallet G                     | 3 november 2007   |

In Vlaanderen begonnen de uitzendingen van Van Veeteren op Canvas bij het begin van 2008.